# Die Erbschaft. Zwischenspiel in zwei Abtheilungen
Die Erbschaft, mit dem Untertitel Zwischenspiel in zwei Abtheilungen,  ist eines der Puppenspiele von Franz Graf von Pocci und erschien erstmals im Jahr 1877 im 6. Band des Lustigen Komödienbüchleins. Das Stück handelt von dem Casperl Larifari und seiner Frau Grethl, die unerwartet erben und daraufhin mit einigen Problemen konfrontiert werden.

## Inhalt

### 1. Abtheilung
Zu Beginn der 1. Abtheilung unterhalten sich Grethl und die Frau Stritzlhuberin bei einem Kaffee über den Tod der Nachbarin Frau Hintermayerin, als der Jäger Thomerl erscheint und unterbreitet, dass Casperl und Grethl Geld von der Verstorbenen geerbt haben. Während Casperl noch im „blauen Bock“, einer Kneipe in der Nachbarschaft, auf die Erbschaft anstößt, wird Grethl bewusst, dass sie und ihr Mann sich nun angemessen und vornehm verhalten müssen. Sie verplant das Geld sogleich für neue Annehmlichkeiten und Bedienstete, da sie in Zukunft nicht mehr den Haushalt führen möchte.

Als Casperl später nach Hause kommt, freuen sich beide gemeinsam über die Erbschaft, die ihnen der Notar Stahlfeder kurz darauf nach Hause bringt. Casperl schließt das Geld sogleich in ihre Schlafkammer ein, da er fürchtet, dass es von Räubern und Dieben geklaut werden könnte. Er beginnt schon vermeintliche Geräusche von Einbrechern zu hören und steigert sich in seine Angst hinein. In der Nacht findet Casperl keinen Schlaf und wird schließlich, aus Angst vor einem Einbruch, regelrecht panisch, sodass er um Hilfe ruft. Durch Casperls Hilfe- und Feuerrufe wird die erste Compagnie der Feuerwehr aufmerksam und eilt zur Hilfe. Müller, der Commandant der Feuerwehr, rügt Casperl wegen des falschen Alarms. Casperl und Grethl, die mittlerweile auch durch das Chaos geweckt wurde, versuchen sich herauszureden und behaupten, dass der Casperl nur schlecht geträumt habe. Als der Kommandant geht, findet auch Casperl wieder etwas Ruhe und er und Grethl gehen zu Bett. 

### 2. Abtheilung
Die 2. Abtheilung des Stückes beginnt mit einem großen Frühstück, bei dem der Casperl sitzt. Während er Bratwürste, Bier und Wein zu sich nimmt, erscheint das Ladenmädchen Julie mit einer Rechnung von Grethls Einkäufen. Auch die neue Köchin Lisi trifft ein und erhält von Casperl sogleich den Auftrag ein großes Essen herzurichten, während er im „blauen Bock“ noch einige Biere trinken geht.
 Kurz darauf kehrt Grethl mit Frau Stritzlhuberin und weiteren Einkäufen heim. Grethl ist davon überzeugt nun ganz vornehm und nobel zu sein, ganz so wie es sich ihrer Meinung nach für Leute ihres Standes gehört. Die beiden Frauen planen das bevorstehende Essen, als  der Polizeidiener Schnuffler erscheint, der mit Casperl sprechen möchte. Dieser kehrt kurz darauf betrunken vom „blauen Bock“ zurück und ist erzürnt über das vermeintlich respektlose Verhalten des Polizisten, so dass er diesen ohrfeigt. Die Situation eskaliert, als Schnuffler Casperl in Arrest schicken möchte und beide beginnen sich zu prügeln. Notar Stahlfeder kommt hinzu und möchte Casperl beruhigen, doch dieser gerät noch mehr in Rage und schlägt wild um sich. Erst als Lisi zum Essen ruft, hält Casperl inne und wird mit einem mal ganz vornehm. Er möchte zu Tisch bitten, wird aber zuerst von Schnuffler unterbrochen, der ihm ein Bußgeld für die nächtliche Störung auferlegt und schließlich noch vom Notar, der verkündet, dass Grethls Einkäufe und Casperls Trinkgelage im „blauen Bock“ die Erbschaft ausgereizt haben und nur noch drei Taler übrig sind. Casperl möchte endlich essen und prügelt Schnuffler und den Notar mit Hilfe des Jägers Thomerl aus seinem Haus. Während Grethl, schockiert wegen des Verlusts des Geldes, in Ohnmacht fällt, erfreut sich Casperl seines Lebens und des guten Essens und verplant auch noch das letzte Geld für Alkohol.

## Besonderheiten
In Poccis Die Erbschaft findet man Motive wieder, die man schon aus anderen seiner Puppenspiele kennt. So wechselt Casperl auch hier seine Art zu sprechen; mal spricht er im Dialekt, mal Hochdeutsch. Zudem werden viele Fremdwörter verwendet, vornehmlich aus dem französischen Bereich, die die Figuren aber oftmals falsch aussprechen, wodurch es leicht lächerlich wirkt und die Figuren so nur den Anschein einer höheren Bildung erwecken. Auch die Trink- und Fresslust, die man bei Poccis Kasperlfiguren häufig findet, trifft man bei diesem Casperl wieder an, der einen großen Teil der Erbschaft bei Trinkgelagen in einer Kneipe verschwendet oder für große Essen ausgibt. Zudem zeigt sich Casperl, wie auch in anderen von Poccis Werken, wieder sehr rauflustig und gewaltbereit.